# Wille zur Macht
Der Wille zur Macht ist ein Gedanke Friedrich Nietzsches, der von ihm zum ersten Mal in Also sprach Zarathustra vorgestellt und in allen nachfolgenden Büchern zumindest am Rande erwähnt wird, z. B. im fünften Buch der Fröhlichen Wissenschaft, das 1887 erscheint. Seine Anfänge liegen in den psychologischen Analysen des menschlichen Machtwillens in der Aphorismensammlung Morgenröte. Nietzsche führte ihn in seinen nachgelassenen Notizbüchern ab etwa 1885 umfassender aus. Die erste Erwähnung des Begriffs im Nachlass stammt von 1876/77: „Furcht (negativ) und Wille zur Macht (positiv) erklären unsere starke Rücksicht auf die Meinungen der Menschen.“

## Der philosophische Gedanke
Die Deutung des Gedankens des „Willens zur Macht“ ist stark umstritten. Nach Nietzsche ist der „Wille zur Macht“ ein dionysisches Bejahen der ewigen Kreisläufe von Leben und Tod, Entstehen und Vergehen, Lust und Schmerz, eine Urkraft, die das „Rad des Seins“ in Bewegung hält: „Alles geht, alles kommt zurück; ewig rollt das Rad des Seins. Alles stirbt, alles blüht wieder auf, ewig läuft das Jahr des Seins.“ In einem Nachlassfragment von 1885 deutet Nietzsche selbst an, wie man diesen vielschichtigen Begriff verstehen könnte:

„…Diese  meine dionysische Welt des Ewig-sich-selber-Schaffens, des Ewig-sich-selber-Zerstörens … dies mein Jenseits von Gut und Böse, ohne Ziel, wenn nicht im Glück des Kreises ein Ziel liegt … Wollt ihr einen Namen für diese Welt? … Ein Licht für euch, ihr Verborgensten, Stärksten, Unerschrockensten, Mitternächtlichsten? … Diese Welt ist der Wille zur Macht – und nichts außerdem! Und auch ihr seid dieser Wille zur Macht – und nichts außerdem!“

Nietzsche ist vor allem durch seine Schopenhauer-Lektüre und dessen Willens-Metaphysik auf den Gedanken des Willens zur Macht gekommen. Anders als Schopenhauers „Wille zum Leben“ ist für Nietzsche der Wille zur Macht jedoch kein Phänomen des Lebens, sondern des Erkennens. Zwar sind auch für Nietzsche die Triebe Fundamente allen Erkennens, denn aus ihnen geht erst das Erkennen hervor, aber es geht nun darum, inwiefern „eine Umwandlung des Menschen eintritt, wenn er endlich nur noch lebt um zu erkennen.“ Das Erkennen ist damit nicht mehr nur Vollzugsweise des Lebens, sondern Wissen und Wahrheit werden selbst zur Lebensform.

„Nur wo Leben ist, da ist auch Wille: aber nicht Wille zum Leben, sondern – so lehr ich’s dich – Wille zur Macht!“

So kommt der Wille zur Macht vor allem im Ausmaß zum Ausdruck, in welchem dem Menschen eine Weltinterpretation gelingt, die alle Ereignisse innerhalb des persönlichen Lebensvollzugs als diesem dazugehörig verorten kann. Ein starker Geist interpretiert die Welt auf sich zu und verleibt sie sich somit ein. Als größte Herausforderung erweist sich in diesem Zusammenhang die Erfahrung des Schrecklichen, denn das erlebte Schreckliche in die eigene Interpretation des Lebens zu integrieren, fällt am schwersten. Im Aushalten des Schrecklichen und Grausamen des Lebens erweist sich jedoch die Fähigkeit zur „tragischen Größe“. Dies entspricht einem Akzeptieren des Schicksals. Nietzsche fordert jedoch noch einen weiteren Schritt: Man soll das Schicksal wollen. Erst damit schließt sich der Kreis, da man es dann nicht als nur auferlegtes  passiv akzeptiert, sondern durch den Akt des Wollens förderlich in die Interpretation des eigenen Lebens integriert.

„Wollen befreit: das ist die wahre Lehre von Wille und Freiheit.“

Wille und Wollen sind damit eng verwoben mit der Deutung des Lebens. Der Wille zur Macht ist für Nietzsche somit die eigentliche Möglichkeit zur Verwirklichung der Autarkie. Die Lust an der Macht sieht Nietzsche in der durch die integrative Lebensinterpretation gewonnenen Freiheit. Wenn alle schicksalhaften Erlebnisse als Teil des eigenen Lebens erfahren werden, wirken sie nicht mehr als eine Einschränkung der eigenen Freiheit. Das damit verbundene positive Gefühl erklärt sich aus der überwundenen Unfreiheit, der abgelegten „hundertfältig erfahrenen Unlust der Abhängigkeit, der Ohnmacht.“ Deshalb hat der freieste Mensch „das größte Machtgefühl über sich“.

## Rezeption
Im Zuge der philosophischen Wirkungsgeschichte Nietzsches war für Martin Heidegger der „Wille zur Macht“ Nietzsches Antwort auf die metaphysische Frage nach dem „Grund alles Seienden“. Nietzsche und Heidegger nachfolgend entdeckte Hannah Arendt in Nietzsches Ansatz positive Seiten, indem sie den Begriff Macht – hier jedoch wie beim Begründer der Individualpsychologie, Alfred Adler bezogen auf den Menschen innerhalb der Gesellschaft – zurückführt auf die grundsätzliche Möglichkeit, aus sich selbst heraus gestaltend „etwas zu machen“.
Michel Foucault begründete auf dem „Willen zur Macht“ seine diskurstheoretischen Überlegungen und die Überzeugung, dass Macht das Entwicklungs- und Integrationsprinzip moderner Gesellschaften sei. In seinem Werk Der Wille zum Wissen setzt er den nietzscheanischen Grundsatz fort, indem er den Willen zum Wissen als Willen zur Macht begreift.
Nach Wolfgang Müller-Lauter hingegen habe Nietzsche mit dem „Willen zur Macht“ keineswegs eine Metaphysik im Sinne Heideggers wiederhergestellt – Nietzsche war gerade Kritiker jeder Metaphysik –, sondern den Versuch unternommen, eine in sich konsistente Deutung allen Geschehens zu geben, die die nach Nietzsche irrtümlichen Annahmen sowohl metaphysischer „Sinngebungen“ als auch eines atomistisch-materialistischen Weltbildes vermeidet. Um Nietzsches Konzept zu begreifen, sei es angemessener, von „den“ (vielen) „Willen zur Macht“ zu sprechen, die im dauernden Widerstreit stehen, sich gegenseitig bezwingen und einverleiben, zeitweilige Organisationen (beispielsweise den menschlichen Leib) bilden, aber keinerlei „Ganzes“ bilden; die Welt sei ewiges Chaos.
Zwischen diesen beiden Interpretationen bewegen sich die meisten anderen, wobei die heutige Nietzscheforschung derjenigen Müller-Lauters deutlich näher steht.
Im Gegenpart zu Nietzsche sieht Alfred Adler – schon vor der Machtergreifung der Nationalsozialisten in Deutschland 1933 – den Willen zur Macht auch kritisch als eine mögliche Überkompensation eines verstärkt erlebten Minderwertigkeitsgefühls.
Rüdiger Safranski nimmt in seiner Schrift Friedrich Nietzsche. Biographie seines Denkens Heideggers Kritik wieder auf.
In der gegenwärtigen philosophischen Interpretation von Nietzsches Werk ist der Begriff des „Willens zur Macht“ heute kaum noch präsent. Georg Römpp etwa weist darauf hin, dass er als erklärende Variable für Entwicklungen in der Welt, im Zusammenleben der Menschen oder in der Geistesgeschichte bei Nietzsche nicht auftreten könne, da dies seiner Kritik am „Gleichmachen“ durch Wissenschaft, Erkenntnis und Gesellschaft bzw. Politik widersprechen würde. Das Gleiche gelte für Versuche, darin eine universelle psychologische Konstante sehen zu wollen.
Römpp schreibt dem Begriff des „Willens zur Macht“ nur noch zwei Bedeutungen zu. Zum einen wendet Nietzsche sich mit diesem Begriff gegen die Vorstellung einer subjekt- und sprachunabhängigen Wahrheit. Der „Wille zur Macht“ besitzt also eine kritische Funktion gegen den „Willen zur Wahrheit“, weil unsere Erkenntnisse „gemacht“ werden und keine Abschilderung der Welt an sich darstellen.
Zum anderen verwendet Nietzsche diesen Begriff, um den prinzipiell unabschließbaren Prozess des interpretativen Begreifens der Welt zu bezeichnen. Deshalb gibt es bei Nietzsche auch nicht Macht als Zustand, sondern nur als Prozess, nämlich als den aktiven und formgebenden Erkenntnisprozess, der aus sich heraus die Tendenz zu immer neuen und veränderten Interpretationen der Welt entwickelt. Natürlich bleibt diese „gemachte“ Erkenntnis nicht folgenlos, sondern die in ihr geltend „gemachten“ Begriffe und Theoreme bestimmen das Handeln der Menschen im gesellschaftlichen Zusammenleben und im Umgang mit der Welt.
Mittlerweile gehen viele Wissenschaftler davon aus, dass „Wille zur Macht“ kein originäres Werk Nietzsches ist. Der Philosoph verfiel wenige Jahre nach der Veröffentlichung von „Also sprach Zarathrustra“ in geistige Umnachtung und wurde zunächst von seiner Mutter und nach deren Tod von seiner Schwester gepflegt. Letzterer wird auch das posthume Werk – ein verfälschendes Extrakt aus Friedrich Nietzsches umfangreichen Notizen – zugeschrieben.